# Dschinghis Khan

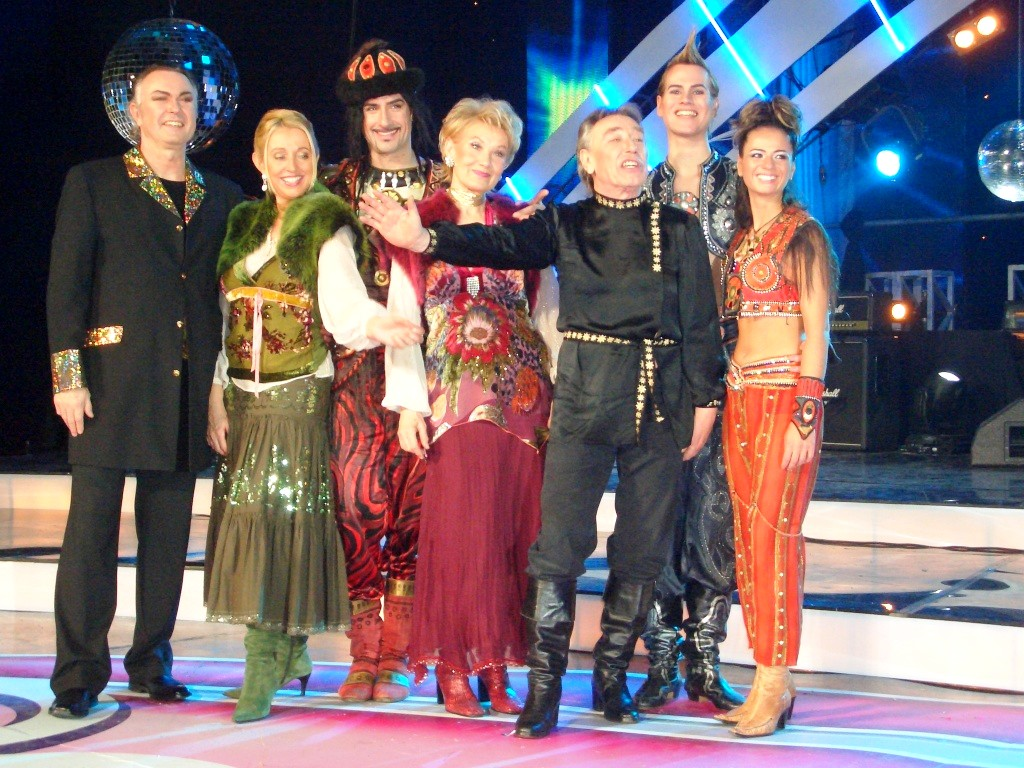
Gruppo 2005: Wolfgang Heichel, Henriette Strobel, Stefan Track, Edina Pop, Steve Bender, Daniel Käsling, Ebru Kaya

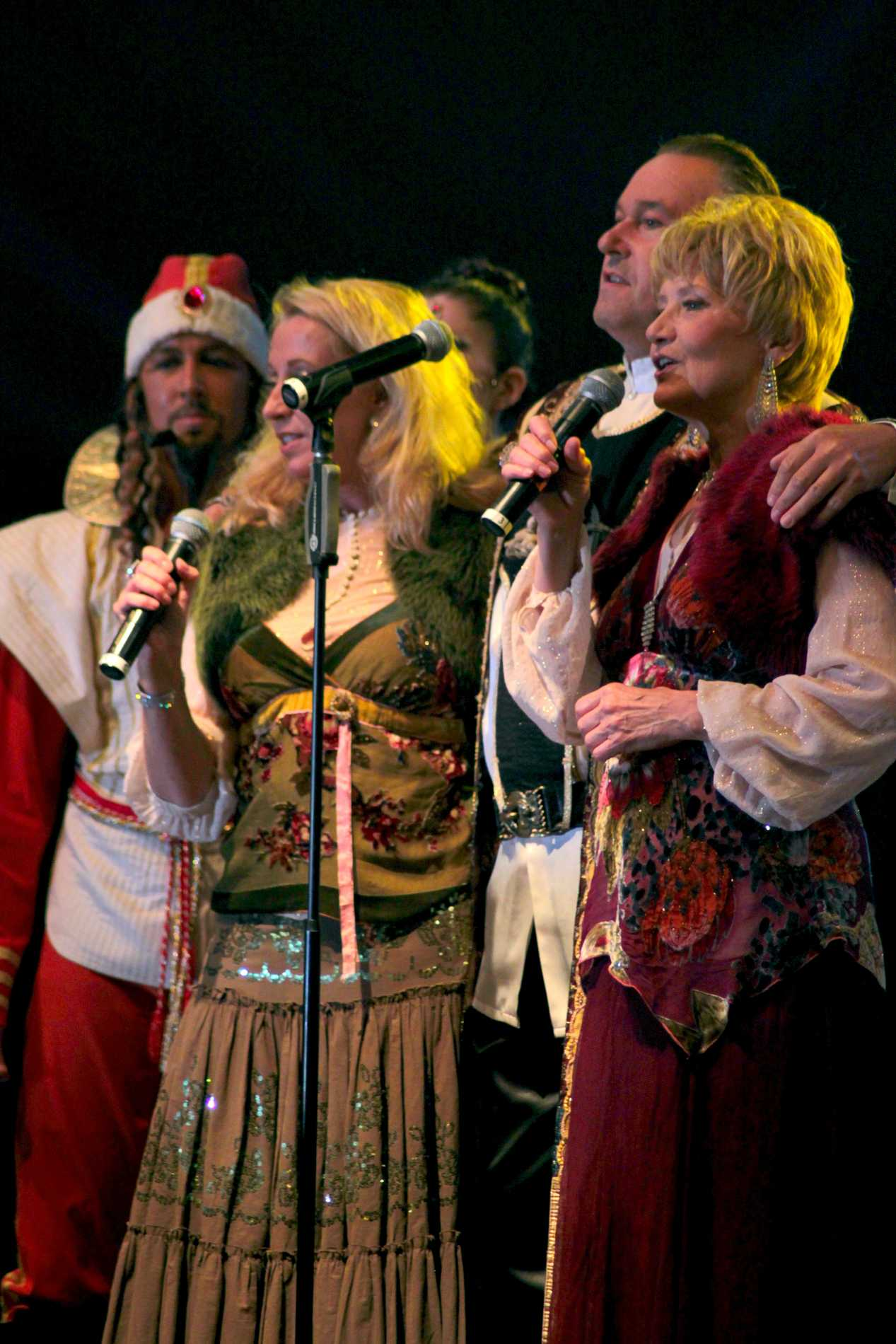
Il gruppo nel 2009

Dschinghis Khan (pronuncia: Ginghis Can) è un gruppo tedesco formato nel 1979 per rappresentare la Germania Ovest all'Eurofestival. Il nome della band è Gengis Khan in lingua tedesca, sebbene  nella variante  con la "g" seguita da "h". Il loro singolo di debutto è stato l'omonima canzone scritta da Ralph Siegel e dal paroliere Bernd Meinunger.

## Storia
Dopo che il gruppo si classificò quarto all'Eurofestival, il loro singolo Dschinghis Khan divenne una hit di successo in tutta Europa. La canzone venne anche tradotta in inglese. La band ebbe un notevole successo in tutti i paesi di lingua tedesca, nei paesi dell'Est Europa, in Australia e Giappone.
Nel 1985 la band si è sciolta dopo aver inciso svariati album e singoli di successo.
Il coreografo e front-man della band Louis Hendrik Potgieter è morto per complicazioni dovute alla malattia da HIV nel 1993.
Il cantante Steve Bender è deceduto per cancro ai polmoni nel 2006.
Nel 2004 il loro singolo del 1979 Moskau è diventato a sorpresa una hit su Internet.

## Formazione
- Steve Bender (Magonza, 2 novembre 1946 – 7 maggio 2006)
- Henriette Strobel, coniugata Heichel 1976-1986 (Nieuwer Amstel, 13 novembre 1953)
- Wolfgang Heichel (Meißen, 4 novembre 1950)
- Leslie Mandoki (Budapest, 7 gennaio 1953)
- Edina Pop (Budapest, 4 febbraio 1945 come Maria Kesmarky)
- Louis Hendrik Potgieter (Pretoria 4 aprile 1951 – Città del Capo, 12 novembre 1994)

## Discografia

### Album
- 1979 - Dschinghis Khan
- 1980 - Rom
- 1980 - Viva Ristampa di Rom senza bonus tracks
- 1981 - Wir sitzen alle im selben Boot (Jupiter Records)
- 1982 - Helden, Schurken & der Dudelmoser (Jupiter Records)
- 1983 - Corrida (Jupiter Records)
- 2004 - The Jubilee Album (Jupiter Records)

### Raccolte
- 1999 - Die Großen Erfolge

### Singoli
- 1979 - Dschinghis Khan
- 1979 - Moskau
- 1979 - Hadschi Halef Omar
- 1980 - Rom
- 1981 - Pistolero
- 1981 - Loreley
- 1981 - Wir sitzen alle im selben Boot
- 1982 - Klabautermann
- 1982 - Der Dudelmoser
- 1983 - Himalaja
- 1984 - Olé Olé
- 1985 - Mexiko

## Citazioni e omaggi
- Nel 1998 la band tedesca Die Apokalyptischen Reiter ha inciso una cover di Dschinghis Khan, comparsa nell'Ep dallo stesso titolo.
- Nel 2005 la band norvegese Wig Wam ha inciso una cover live di Dschinghis Khan.
- Nel 2006 la band tedesca Black Messiah ha inciso una cover di Moskau.
- Nei live, dall'arrivo di  Anette Olzon, i Nightwish, nel singolo "Sacrament of Wilderness", campionano Moskau.
- nel 2018 il giovane cantante Marco Steckenbauer ha cantato una cover di Moskau, diventata virale su YouTube.

## Meme
- Nel 2017 un meme chiamata "Moscow Moscow Missile Meme" è diventato virale con milioni di visualizzazioni su YouTube[2] e Instagram, portando numerosi ascolti sulle varie piattaforme musicali della canzone Moskau.[3]